# Ger Connolly
Pour les articles homonymes, voir Connolly.
Gerard C. Connolly, né le 16 avril 1937 à Bracknagh (comté d’Offaly, État libre d'Irlande) et mort le 25 janvier 2024, est un homme politique irlandais du Parti républicain Fianna Fáil.

## Carrière
Agriculteur et commissaire-priseur, Ger Connolly est élu pour la première fois au 19e Dáil en tant que député pour la circonscription de Laois-Offaly lors de sa première tentative aux élections générales de 1969, et réélu jusqu'à sa retraite aux élections générales de 1997.
Lorsque Charles Haughey devient Taoiseach en 1979, Ger Connolly est nommé ministre d'État au ministère de l'Environnement et reconduit au même poste sous les gouvernements Haughey de 1982, 1987 à 1989 et 1989 à 1992. Il n'est pas nommé ministre d'État sous le gouvernement d'Albert Reynolds et prend sa retraite en 1997.